# 문건호
문건호(한국 한자: 文建浩, 2004년 6월 16일 ~ )는 대한민국의 축구 선수로, 포지션은 라이트백이다. 현재 K리그2 천안 시티 FC 소속이다.